# Premio Joan y Joseph Birman de Investigación en Topología y Geometría
El Premio Joan y Joseph Birman de Investigación en Topología y Geometría, también llamado Premio de Investigación AWM-Birman, es un galardón establecido en 2013 por la Asociación de Mujeres en Matemáticas que se entrega cada dos años, desde 2015, a una joven investigadora en matemáticas que haya mostrado aportaciones destacadas en topología o geometría . El propósito declarado del premio es mostrar a la comunidad las contribuciones sobresalientes de las mujeres en esas dos especialidades de las matemáticas. El premio está financiado gracias a una donación de Joan Birman y su esposo, Joseph Birman.

## Galardonadas
- Elisenda Grigsby (2015), por su investigación en topología de baja dimensión, particularmente en teoría de nudos e invariantes categorizados.[3]
- Emmy Murphy (2017), por su investigación en geometría simpléctica donde desarrolló nuevas técnicas para el estudio de variedades simplécticas y geometría de contacto.[4]
- Kathryn Mann (2019), por sus grandes avances en la teoría de la dinámica de las acciones de grupos en variedades.[5]
- Emily Riehl (2021), por "sus profundos y fundamentales resultados en teoría de categorías y teoría de homotopía".[6][7]
- Kristen Hendricks (2023), por sus trabajos pioneros aplicando la homología de Floer involutiva en topología simpléctica y teoría de nudos.[8]